# Prince Charming (Đức mùa 1)
Mùa đầu tiên của chương trình truyền hình thực tế Prince Charming được công chiếu vào ngày 30 tháng 10 năm 2019, phát trực tuyến trên kênh cao cấp RTL+ và bắt đầu phát sóng vào ngày 20 tháng 4 năm 2020 trên kênh truyền hình VOX. Prince Charming mùa đầu tiên là quản lý bộ phận account Nicolas Puschmann, 28 tuổi.
Mùa giải kết thúc vào ngày 18 tháng 12 năm 2019 (RTL+) và ngày 8 tháng 6 năm 2020 (VOX), và Lars Tönsfeuerborn là người chiến thắng. Trong buổi hội ngộ, Puschmann và Tönsfeuerborn vẫn là một cặp và sẽ chuyển đến sống cùng nhau. Vào tháng 11 năm 2020, cả hai đã chia tay. Vào cuối tháng 1 năm 2021, Puschmann và Tönsfeuerborn đã quay lại nhưng muốn giữ bí mật mối quan hệ. Vào tháng 9 năm 2021, cặp đôi đã chia tay.

## Quay phim
Mùa đầu tiên của Prince Charming được quay tại Crete, Hy Lạp vào tháng 9 năm 2019.

## Các thí sinh

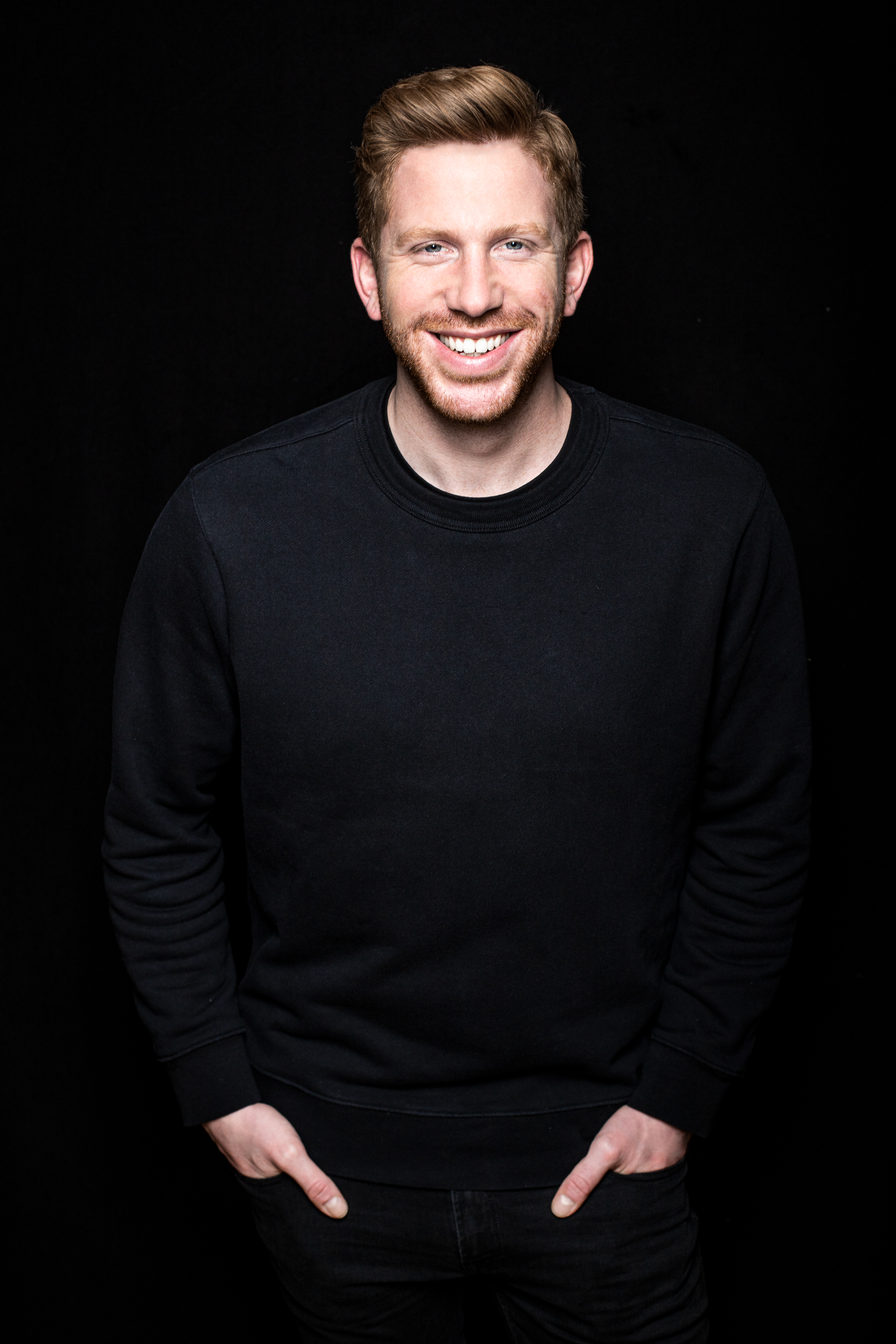
Quán quân mùa 1: Lars Tönsfeuerborn

Mùa giải này có sự tham gia của 20 thí sinh.
| Tên                  | Tuổi | Quê quán        | Kết quả   | Hạng          |
| -------------------- | ---- | --------------- | --------- | ------------- |
| Lars Tönsfeuerborn   | 29   | Düsseldorf      | Quán quân | 1             |
| Dominic Smith        | 31   | Berlin          | Á quân    | 2             |
| Andreas Kürner       | 30   | Lübeck          | Tuần 7    | 3–4           |
| Aaron Königs         | 24   | Köln            | Tuần 7    | 3–4           |
| Alexander Gutbrod    | 38   | Remseck         | Tuần 6    | 5–6           |
| Simon Goga           | 32   | Köln            | Tuần 6    | 5–6           |
| Manuel Flickinger    | 31   | Limburgerhof    | Tuần 5    | 7             |
| Martin Angelo        | 26   | Hamburg         | Tuần 5    | 8–9 (bỏ cuộc) |
| Kiril Galabinov      | 33   | Köln            | Tuần 5    | 8–9 (bỏ cuộc) |
| Marco Tornese        | 35   | Zürich, Thụy Sĩ | Tuần 4    | 10–11         |
| Pascal Büchel        | 27   | Viên, Áo        | Tuần 4    | 10–11         |
| Sam Dylan            | 28   | Cloppenburg     | Tuần 4    | 12 (bỏ cuộc)  |
| Antonio Sosic        | 26   | Viên, Áo        | Tuần 3    | 13–15         |
| Sebastian Hollmann   | 33   | München         | Tuần 3    | 13–15         |
| Adrian Merkel        | 38   | München         | Tuần 3    | 13–15         |
| John R.              | 34   | Luân Đôn, Anh   | Tuần 2    | 16–17         |
| Dominik Lassnig      | 29   | Viên, Áo        | Tuần 2    | 16–17         |
| Daniel Meurer        | 31   | Köln            | Week 1    | 18-20         |
| Robert Rottensteiner | 29   | Berlin          | Week 1    | 18-20         |
| Robin Eichinger      | 27   | Mainz           | Week 1    | 18-20         |

## Kết quả
| Hạng  | Thí sinh  | Tập/Tuần | Tập/Tuần | Tập/Tuần | Tập/Tuần | Tập/Tuần | Tập/Tuần | Tập/Tuần | Tập/Tuần |
| Hạng  | Thí sinh  | 1        | 2        | 3        | 4        | 5        | 6        | 7        | 8        |
| ----- | --------- | -------- | -------- | -------- | -------- | -------- | -------- | -------- | -------- |
| 1     | Lars      | QUA      | QUA      | QUA      | QUA      | QUA      | QUA      | QUA      | THẮNG    |
| 2     | Dominic   | QUA      | QUA      | QUA      | QUA      | QUA      | QUA      | QUA      | LOẠI     |
| 3–4   | Andreas   | QUA      | QUA      | QUA      | QUA      | QUA      | QUA      | LOẠI     |          |
| 3–4   | Aaron     | QUA      | QUA      | QUA      | QUA      | QUA      | QUA      | LOẠI     |          |
| 5–6   | Alexander | QUA      | QUA      | QUA      | QUA      | QUA      | LOẠI     |          |          |
| 5–6   | Simon     | QUA      | QUA      | QUA      | QUA      | QUA      | LOẠI     |          |          |
| 7     | Manuel    | QUA      | QUA      | QUA      | QUA      | LOẠI     |          |          |          |
| 8–9   | Martin    | QUA      | QUA      | QUA      | QUA      | RÚT      |          |          |          |
| 8–9   | Kiril     | QUA      | QUA      | QUA      | QUA      | RÚT      |          |          |          |
| 10–11 | Marco     | QUA      | QUA      | QUA      | LOẠI     |          |          |          |          |
| 10–11 | Pascal    | QUA      | QUA      | QUA      | LOẠI     |          |          |          |          |
| 12    | Sam       | QUA      | QUA      | QUA      | RÚT      |          |          |          |          |
| 13–15 | Antonio   | QUA      | QUA      | LOẠI     |          |          |          |          |          |
| 13–15 | Sebastian | QUA      | QUA      | LOẠI     |          |          |          |          |          |
| 13–15 | Adrian    | QUA      | QUA      | LOẠI     |          |          |          |          |          |
| 16–17 | John      | QUA      | LOẠI     |          |          |          |          |          |          |
| 16–17 | Dominik   | QUA      | LOẠI     |          |          |          |          |          |          |
| 18–20 | Daniel    | LOẠI     |          |          |          |          |          |          |          |
| 18–20 | Robert    | LOẠI     |          |          |          |          |          |          |          |
| 18–20 | Robin     | LOẠI     |          |          |          |          |          |          |          |

     Thí sinh theo nhóm hẹn hò với Prince
     Thí sinh theo nhóm hẹn hò, sau đó hẹn hò một mình với Prince
     Thí sinh ngủ qua đêm với Prince
     Thí sinh bỏ cuộc
     Thí sinh bị loại
     Thí sinh về nhì
     Thí sinh chiến thắng